# Andrey Parfenov
Pour les articles homonymes, voir Parfenov.
Andrey Parfenov né le 17 décembre 1987 à Troitsko Pechorsk est un fondeur russe actif depuis fin 2005.

## Carrière
Il est spécialiste des épreuves de sprint et a participé à sa première épreuve de Coupe du monde lors du sprint de Düsseldorf en octobre 2007. Il participe en 2009 aux Championnats du monde de Liberec, où il dispute le sprint par équipes avec Nikita Kriukov pour finir à la quatrième place. En janvier 2015, il obtient son premier podium individuel devant son public avec une troisième place au sprint libre de Rybinsk.

## Palmarès

### Championnats du monde
- Liberec 2009 : 4e du sprint par équipes en style classique

### Coupe du monde
- Meilleur classement général : 63e en 2009.
- 2 podiums individuels : 2 troisièmes places.
- 1 podium par équipes : 1 victoire.